# تپه قلای ربط
تپهٔ قَلایْ رَبَط مربوط به هزاره اول قبل از میلاد است و در شهرستان سردشت، روستای ربط واقع شده و این اثر در تاریخ ۱۶ دی ۱۳۴۵ با شمارهٔ ثبت ۶۰۲ به‌عنوان یکی از آثار ملی ایران به ثبت رسیده‌است.

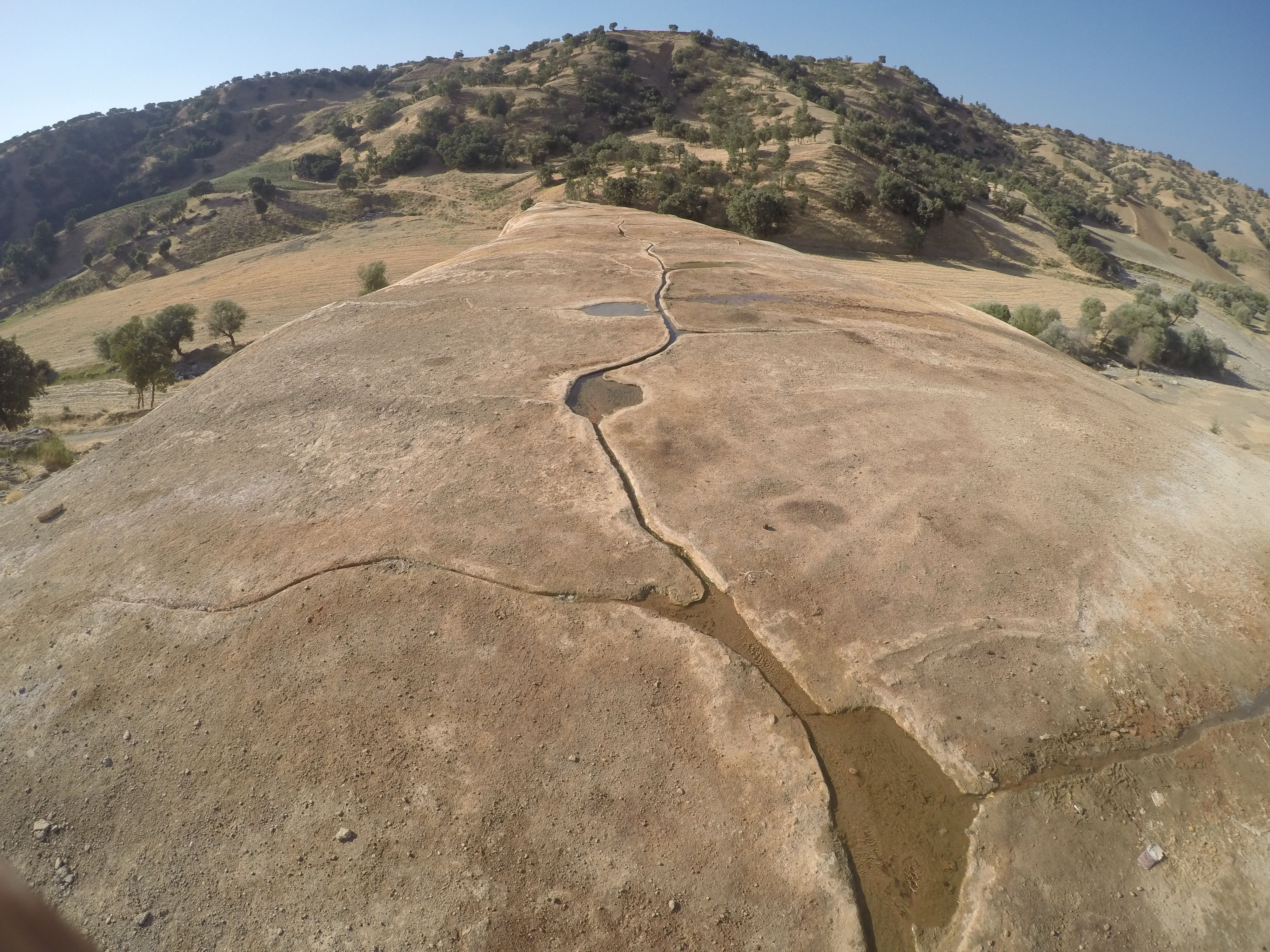
کانی گراوان